# Bandabogen

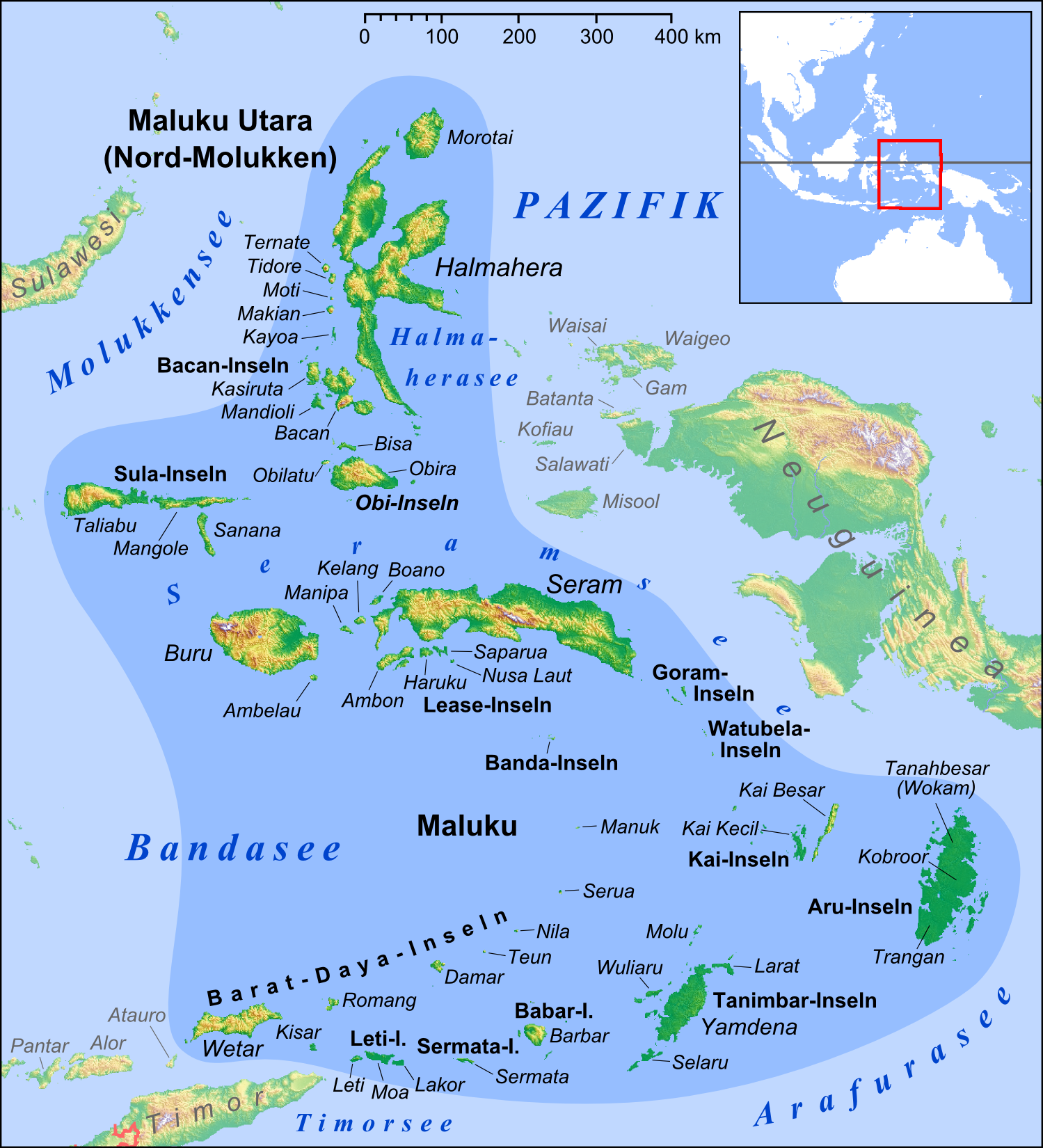
Karte der Molukken mit dem Ostteil der Bögen. Der Innere Bandabogen führt von unten links entlang dem Schriftzug „Barat-Daya-Inseln“. Der Äußere Bandabogen beginnt auf der Karte ebenfalls unten links, unterhalb des Inneren Bandabogens, folgt dem dunkelblau markierten Bogen um die Bandasee und dann dem Schriftzug „Seramsee“.

Der Bandabogen besteht aus zwei Inselketten im Westen des Malaiischen Archipels, die durch die Kollision der Australischen mit der Eurasischen Platte entstanden sind.

## Übersicht
Man unterscheidet zwischen dem Inneren und dem Äußeren Bandabogen. Die dort liegenden Inseln umschließen die Bandasee im Süden und Osten und trennen sie damit von der Timorsee. Im Westen liegt zwischen den beiden Bögen die Sawusee. Die westlich gelegenen Inseln bilden die Kleinen Sundainseln, während die östlichen zu den Molukken gehören. Abgesehen vom Staatsgebiet von Osttimor gehören die hier gelegenen Inseln und Inselgruppen zu Indonesien.
Durch den Bogen führt die Wallace-Linie, die den Übergang zwischen asiatischer und australischer Fauna markiert.

## Der Innere Bandabogen
Der Innere Bandabogen ist vulkanischen Ursprungs und erstreckt sich von Komodo, über Flores, Solor, Adonara, Lembata, Pantar und Alor, bis Serua und Kekeh-Besar, den östlichsten der Barat-Daya-Inseln.

## Der Äußere Bandabogen
Der Äußere Bandabogen ist älter und entstand durch die Auffaltung des Meeresbodens. In einer ozeanischen Subduktionszone schiebt sich hier die Nordwestecke der Australischen Platte unter die Eurasische Platte. Der Bogen erstreckt sich von Sawu und Raijua im Westen, über Roti, Semau, Timor, den Leti-Inseln, Sermata, Babar, den Tanimbarinseln, bis zu den Kei-Inseln im Osten, bevor er über die Watubela-Inseln und Gorominseln wieder Richtung Westen schwingt zu Seram, Ambon und Buru.

## Belege
- M. G. Audley-Charles: Timor–Tanimbar Trough: the foreland basin of the evolving Banda orogen, 1986, Spec. Publs int. Ass. Sediment, 8:91–102

Koordinaten: 8° 59′ S, 125° 19′ O